# Manhattan School of Music
Die Manhattan School of Music ist eine 1917 gegründete private Musikhochschule in New York City, die klassische Musik und Jazz unterrichtet.
Die Schule hat auch eine Vorschulabteilung, in der etwa 500 Schüler unterrichtet werden (Precollege). Viele Studenten wohnen in der schuleigenen Anderson Hall.

## Geschichte
Die Schule wurde von der Pianistin Janet D. Schenck 1917 in der Upper East Side als Musikschule gegründet, an der bekannte Musiker wie Pablo Casals und der Violinist und Pianist Harold Bauer unterrichteten. Ab 1943 wurden Bachelor-, ab 1947 Master-Abschlüsse und ab 1974 die Möglichkeit zur Promotion angeboten. Die Schule wurde bis 1956 von Schenck geleitet, danach vom Opern-Bariton John Brownlee (1957–1969), der den Umzug an die heutige Adresse in der Claremont Avenue einleitete, aber vorher starb. Ab 1969 war der Operndirigent George Schick der Leiter, der auch die Opernabteilung der Schule ausbaute. Die folgenden Präsidenten waren John O. Crosby (Gründer der Santa Fe Opera) ab 1976, Gideon W. Waldrop ab 1986, Peter G. Simon ab 1989, Marta Casals Istomin ab 1992 und ab 2005 Robert Sirota (ehemaliger Präsident des Peabody Institute und der Johns Hopkins University).

## Orchester und Aufführungsräume

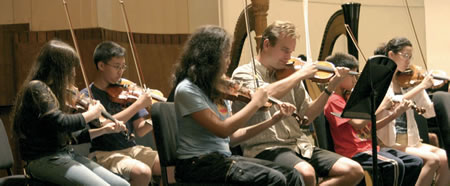
Seit 1999 bieten die American Society of Composers, Authors and Publishers und die Manhattan School of Music gemeinsam ein kostenloses Sommermusikprogramm für Schüler an, die die öffentlichen Schulen in New York besuchen

Die Manhattan School of Music bietet ihren Schülern eine Vielzahl von Live-Auftrittsmöglichkeiten. Sie verfügt über 132 Übungs- und 8 Aufführungsräume. Es gibt drei große Orchester, die MSM Symphony, die Philharmonia und die Chamber Sinfonia, und darüber hinaus viele kleinere Ensembles für Kammermusik. Das MSM Wind Ensemble tritt das ganze Jahr über auf. Das Jazz Arts Program umfasst verschiedene Ensembles, darunter die Jazz Philharmonic (eine volle Jazz-Bigband mit vollem Orchester), das Jazz Orchestra, die Concert Jazz Band, das Afro-Cuban Jazz Orchestra und das Chamber Jazz Ensemble. Tactus, das Ensemble für zeitgenössische Kammermusik, besteht aus Studenten des Contemporary Performance Program (CPP). Die Schule veranstaltet jährlich einen Konzertwettbewerb, bei dem dem Gewinner die Möglichkeit geboten wird, mit der MSM Symphony aufzutreten.
Die Manhattan School of Music enthält mehrere Aufführungsräume, die den unterschiedlichen Anforderungen der Ensembles entsprechen. Der größte ist die Neidorff-Karpati Hall, in der alle Orchester- und großen Jazzensemblekonzerte stattfinden. Die umfassende Renovierung der Halle wurde im November 2018 abgeschlossen. Die Gordon K. and Harriet Greenfield Recital Hall und die William R. and Irene D. Miller Recital Hall werden für Solo- und kleine Ensemble-Konzerte verwendet, insbesondere für Abschlussabende. Der Alan M. and Joan Taub Ades Performance Space ist für alles geeignet, von voll inszenierten Opern bis zu zeitgenössischer Kammermusik. Das Carla Bossi-Comelli Studio im siebten Stock ist ein Mehrzweck-Proben- und Aufführungsraum. Weitere Veranstaltungsräume sind die Charles Myers Recital Hall, die Solomon Gadles Mikowsky Recital Hall, die David A. Rahm Hall und die Carl and Lily Pforzheimer Hall.

## Persönlichkeiten

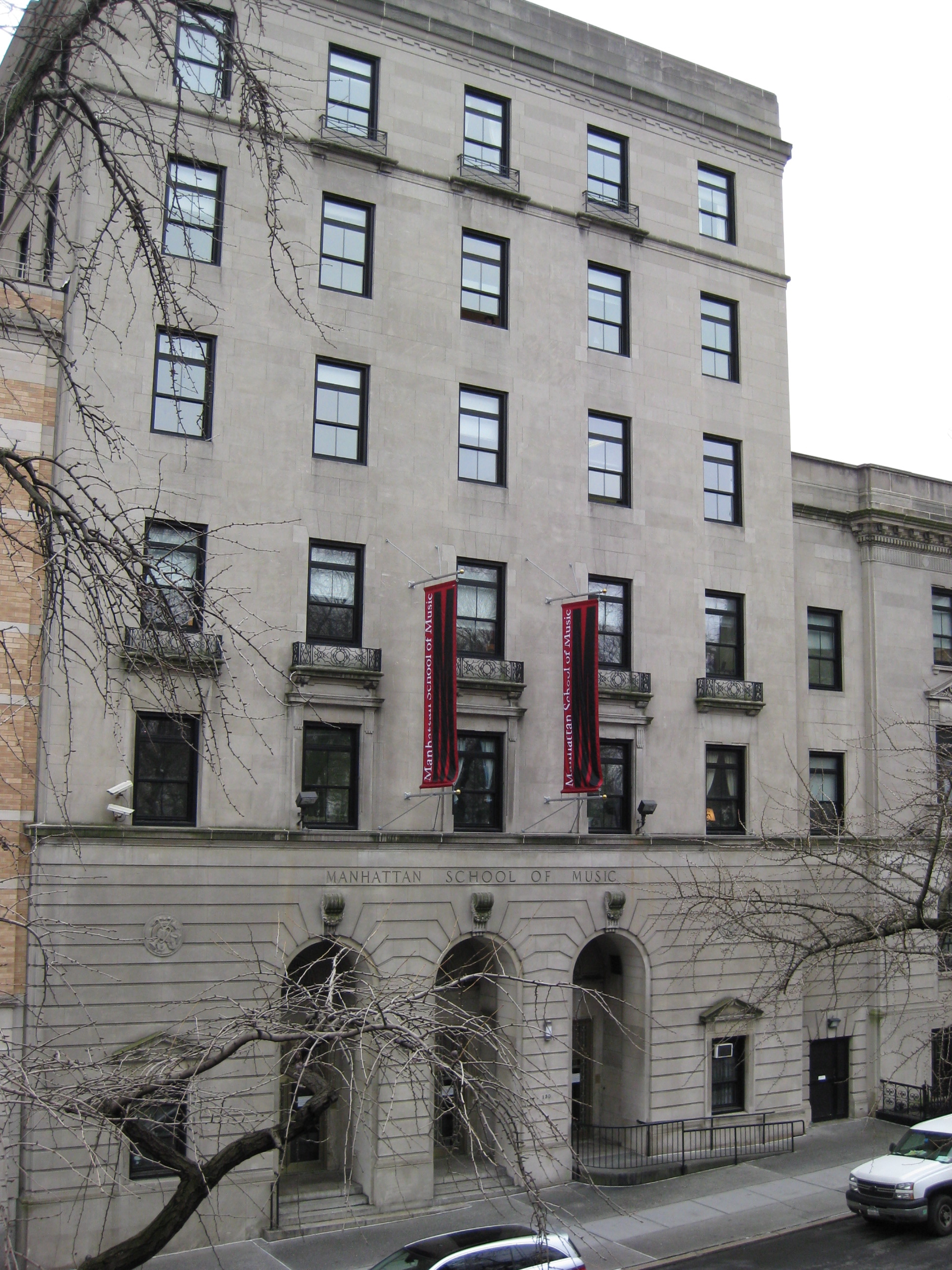
Hauptgebäude

### Fakultätsmitglieder
- Cecil Bridgewater (* 1942), Jazz-Trompeter, Komponist
- George Garzone (* 1950), Jazz-Saxophonist
- Midori Gotō (* 1971), japanische Geigerin
- Dave Liebman (* 1946), Tenor- und Sopransaxophonist
- Bob Mintzer (* 1953), Jazz- und Fusion-Saxophonist und -Klarinettist
- Jason Moran (* 1975), Jazz-Pianist
- Steve Slagle (* 1951), Jazz-Saxophonist
- Steve Turre (* 1948), Jazz-Musiker
- John Weaver (1937–2021), Organist
- Pinchas Zukerman (* 1948), israelischer Violinist, Bratschist und Dirigent

### Alumni
- Angelo Badalamenti (1937–2022), Komponist
- Ahmed Best (* 1973), Synchronsprecher, Schauspieler und Musiker
- Angela Bofill (1954–2024), R&B-Sängerin
- Donald Byrd (1932–2013), Jazz-Trompeter
- Ron Carter (* 1937), Jazz-Bassist
- Christopher Coletti, Trompeter
- Harry Connick, Jr. (* 1967), Sänger, Pianist und Schauspieler
- Anton Coppola (1917–2020), Musiker und Komponist
- Carmine Coppola (1910–1991), Musiker und Komponist
- John Corigliano (* 1938), Komponist
- Robert Ashley (1930–2014), Komponist
- Ezio Flagello (1931–2009), Opernsänger
- Nicolas Flagello (1928–1994), Komponist
- Elliot Goldenthal (* 1954), Komponist
- Susan Graham (* 1960), Opernsängerin
- Dave Grusin (* 1934), Filmkomponist, Jazzpianist
- Herbie Hancock (* 1940), Jazz-Pianist
- Stefon Harris (* 1973), Jazz-Vibraphonist
- Rupert Holmes (* 1947), Komponist, Liedermacher und Autor
- Paul Horn (1930–2014), Jazzmusiker
- Gregor Hübner (* 1967), Jazzgeiger
- Billy Joel (* 1949), Sänger, Pianist und Songschreiber
- Aaron Jay Kernis (* 1960), Komponist
- Cornelia Lanz (* 1981), Mezzosopranistin
- Yusef Lateef (1920–2013), Jazzmusiker
- John Lewis (1920–2001), Jazzmusiker
- Catherine Malfitano (* 1948), Sopranistin
- Ursula Mamlok (1923–2016), Komponistin und Dozentin
- Herbie Mann (1930–2003), Jazz- und Fusion-Flötist, Komponist
- Hugh Masekela (1939–2018), Jazz-Trompeter, -Flügelhornist, Sänger und Komponist
- Bob McGrath (1932–2022), Schauspieler, Sänger und Buchautor
- Jane Monheit (* 1977), Jazz-Sängerin
- Jason Moran (* 1975), Jazz-Pianist
- Walter Murphy (* 1952), Pianist, Komponist
- Tobias Picker (* 1954), Komponist
- Chris Potter (* 1971), Jazz-Saxophonist, Komponist
- John Riley (* 1954), Jazz-Schlagzeuger
- Max Roach (1924–2007), Jazz-Schlagzeuger und Komponist
- Larry Rosen (1940–2015), Jazz-Produzent und Medienunternehmer
- Don Sebesky (1937–2023), Jazzmusiker
- Dawn Upshaw (* 1960), Sängerin
- Dirk Weiler, Schauspieler, Sänger, und Musicaldarsteller
- Joe Wilder (1922–2014), Jazz-Trompeter und Flügelhornist
- Richard Williams (1931–1985), Jazz-Trompeter
- Larry Willis (1942–2019), Jazz-Pianist
- Ayanna Witter-Johnson (* 1985), Komponistin, Sängerin, Songwriterin, Pianistin und Cellistin
- Phil Woods (1931–2015), Jazzmusiker
- Lisle Atkinson (1940–2019), Jazz-Kontrabassist
- Miguel Zenón (* 1976), Jazzmusiker
- Torrie Zito (1933–2009), Pianist, Komponist
- Olivia Trummer (* 1985), Jazzmusikerin (Piano, Gesang, Komposition)